# X2S
A X2S egy magyar sporttal, életmóddal és környezettudatos gondolkodással foglalkozó sport és életmód egyesület. Az X2S jelentése Cross-to-Save; a magyar cégbíróságon 'Triatlon a Természetért'-ként lett bejegyezve.

## A X2S lényege
- A X2S egy egyesület, amely minden erejével támogatja a MAGYAR TEREPSPORT nagyjait, és kicsinyeit akkor is, ha az nem olimpiai sportág.
- A X2S egy csapat, amelynek a tagjai felvállalják, hogy a versenyzés és a versenysport nem egy l'art pour l'art tevékenység.
- A X2S egy csapat, amelynek tagjai tanulnak a jobbaktól és nem irányítja tetteiket a szakmai féltékenység.
- A X2S egy egyesület, amely felelősséget érez azért, hogy a kiemelkedő versenyteljesítményeket méltón honorálják.
- A X2S egy egyesület, amely megismerteti, a fiatalokkal és öregekkel egyaránt a terepsportolás szépségét, Magyarország természeti örökségét, a természet vonzerejét, tisztaságát és óvásának fontosságát azáltal, hogy versenyeket rendez kiemelkedően szép és fontos tájain az országnak..
- A X2S egy csapat, amely elismeri és védi az ember egyetemes jogát az egészséges életmódhoz és a tudatos élethez, mind a sportban mind az élet egyéb területein.

És ha mindez megvalósult, akkor a X2S soha nem hagyja, hogy mindezek az értékek feledésbe merüljenek.

## X2S története, eseményei, versenyei

### 2005
Az első terepriatlon versenyt 2005-ben rendezte az egyesület, ami óriási érdeklődéssel kísért esemény volt (Fókusz, Telesport, Sport TV, outddor és kerékpáros média) - többek között azért is, mert indult a versenyen Csomor Erika többszörös duatlon világbajnokunk, valamint 3 nemzetközi XTERRA sztár: Jamie Whitmore világbajnok, Royce Koortekaas Európa-bajnok és Barbara Peterson a sport utazó nagykövete, többszörös korosztályos világbajnok és a világ legelső hegyikerékpáros nője.

### 2006
Több versenyből álló sorozat, pontverseny és pénzdíjak. 
Helyszínek: Kőszeg, Visegrád, Budapest, Eger, Nőtincs.
A versenysorozat győztesei: Prokopp Erzsébet és Ziskó Balázs.

### 2007
Új, különleges versenyformák és távok.
Helyszínek: Hollókő, Visegrád, Piliscsaba, Eger, Nőtincs, Biatorbágy.
A versenysorozat győztesei: Poór Brigitta és Medgyes Gábor.
Az első magyar téli triatlon Galyatetőn.

### 2008
Az első magyar féltávú triatlon verseny Zánkán a csapat szervezésében. 
Helyszínek: Visegrád, Zánka, Kőszeg, Galyatető. 

### 2009
A Terepgyerek Program indulása. Elsősorban a természetben űzött sportok és a természetjárás, a természeti élet tapasztalatai, elmélete, de főleg gyakorlata. Nyári táborokban és heti edzéseken.

### 2010
Kőszegen rendezte a X2S az első olyan hosszútávú tereptriatlon versenyt Európában, amely a féltávú triatlonnak megfelelő távokon és végig nehéz terepen vezetett.

### 2011
ETU Európa-bajnokság megrendezése Visegrádon.

## X2S TEAM - multisport egyesület

### Történet
Magyarországon néhány évvel ezelőtt már sikeresen bemutatkozott a világszerte egyre népszerűbb sportág, a tereptriatlon. A szabadvízi úszásból, hegyikerékpározásból és terepfutásból álló sportág igazi erőpróba a legkitartóbb sportolók számára is. A kezdeti sikeres és a lelkes fogadtatás annak is köszönhető, hogy a versenyzők nem egymással és nem is csak a stopperórával küzdenek, hanem a legkomolyabb ellenféllel: saját gyengeségükkel és kétségeikkel.
A 2005-ben alapított X2S Team alapítói minél több emberhez szeretnék eljuttatni ennek a sportágnak az üzenetét, alapgondolatát. Az egyesület által szervezett edzések, versenyek túlmutatnak a hétköznapi tereptriatlonon. Nem egyszerűen arról szólnak, hogy az úszószámot kiemeljék egy medencéből, vagy a kerékpárosokat, futókat az aszfalt helyett az erdőbe irányítsák. Sokkal inkább az a cél, hogy segítsenek újra felfedezni a bennünket körülvevő természetes életteret, felhívni a figyelmet annak sebezhetőségére, kiszolgáltatottságára, és arra a megcáfolhatatlan tényre, hogy mi is mindannyian részei vagyunk ennek a rendszernek. A versenyek gondosan megválogatott helyszínei komoly kihívást állítanak a résztvevők elé, de egyben eljuttatják őket hazánk olyan tájaira, amelyeket sokszor méltatlanul háttérbe szorítanak a közkedvelt és agyonzsúfolt „turistaparadicsomok”.
Azok, akik időről időre elindulnak ezeken a versenyeken, megtapasztalhatják, hogy a valódi küzdelmet nem a riválisokkal, hanem saját magukkal kell megvívniuk. Ezért is gyakori a versenyeken az egymást segítő, biztató versenyzők látványa, akik a célba érve tudnak együtt örülni a teljesített távnak. Ők átélhetik, az ember gyengeségét, kiszolgáltatottságát, de a természeti környezet szépségein keresztül könnyebben találják meg valódi helyüket a bennünket körülvevő világban. 

### A csapat kiemelkedő versenyzői
Erdélyi Eszter: országos hírű futó atlétából egy év alatt hegyikerékpár bajnokká majd XTERRA Európa-bajnokká váló őstehetség.
Ziskó Balázs
Medgyes Gábor
Mester Bálint
Sipiczki Csaba
2007 felfedezettje: Poór Brigitta

### A csapat kiemelkedő eredményei
- XTERRA Európa-bajnokság 1. (Erdélyi Eszter 2007)
- XTERRA Európa kupa 1. (Erdélyi Eszter 2007)
- XTERRA korosztályos világkupa győzelem (Ziskó Balázs, 2007)
- XTERRA világkupa győzelem, rövid táv (Poór Brigitta, 2007)
- szlovák terepduatlon bajnokság 2. (Mester Bálint, 2007)
- VisitScotland meghívásos nemzetközi tereptriatlon verseny 1. (Erdélyi Eszter, 2006), 7. (Ziskó Balázs, 2006)
- XTERRA világkupa 9. (Ziskó Balázs, 2006)
- ITU tereptriatlon Világbajnokság U23. (Poór Brigitta, 2011)
- Nissan Titan Desert MTB marathon csapat 2. helyezés (Hasenfratz Péter, Szalay Péter, 2010)
- Spartan Race - Szlovákia sprint 2. (X2S TEAM, 2013), Eplény sprint 1. (X2S TEAM, 2014), Szlovákia super 2. (X2S TEAM, 2014)

Több magyar bajnoki cím hegyikerékpár, atlétika, tereptriatlon és terepduatlon versenyeken.